# Controvérsia sobre o tempo hopi
A controvérsia sobre o tempo hopi é o debate acadêmico acerca de como a língua Hopi - uma língua  uto-asteca, falada pelo povo indígena hopi - define o conceito de tempo e sobre se as diferenças entre as formas pelas quais a língua hopi e a língua inglesa descrevem o tempo seriam um exemplo de relatividade linguística ou não. No discurso popular, o debate é muitas vezes enquadrado como uma questão sobre se os povos hopi têm um conceito de tempo.
O debate se originou na década de 1940, quando o linguista americano Benjamin Lee Whorf argumentou que os hopis conceituavam o tempo de maneira diferente do falante europeu médio padrão e que essa diferença se correlacionava com as diferenças gramaticais entre os idiomas.
Whorf argumentou que a língua hopi "não tem palavras, formas gramaticais, construção ou expressões que se refiram diretamente ao que chamamos de 'tempo'" e concluiu que o hopi não tinha "nenhuma noção geral ou intuição do tempo como um continuum de fluxo suave em qual tudo no universo procede em igual proporção, de um futuro, através do presente, para um passado." Whorf usou o conceito do tempo em hopi como um exemplo primário de seu conceito de relatividade linguística, que postula que a maneira pela qual as línguas individuais codificam informações sobre o mundo influencia e se correlaciona com a visão de mundo cultural dos falantes. As visões relativistas de Whorf caíram em desgraça na linguística e na antropologia na década de 1960, mas a declaração de Whorf sobreviveu na literatura popular, muitas vezes na forma de um mito urbano de que "os hopis não têm noção de tempo". Em 1983, o linguista Ekkehart Malotki publicou um estudo de 600 páginas sobre a gramática do tempo na língua hopi, concluindo que finalmente refutou as afirmações de Whorf sobre a língua.
O tratado de Malotki deu centenas de exemplos de palavras hopis e formas gramaticais referentes a relações temporais. A afirmação central de Malotki era que os hopis de fato conceituam o tempo como estruturado em termos de uma progressão espacial centrada no ego do passado, através do presente para o futuro. Ele também demonstrou que a língua hopi gramaticaliza os tempos verbais usando uma distinção entre tempos futuros e não-futuros, em oposição ao sistema de tempos verbais do inglês, que geralmente é analisado como baseado em uma distinção passado/não-passado. Muitos tomaram o trabalho de Malotki como uma refutação definitiva da hipótese da relatividade linguística. O linguista e especialista na tipologia lingüística do tempo verbal Bernard Comrie concluiu que "a apresentação e a argumentação de Malotki são devastadoras". O psicólogo Steven Pinker, um conhecido crítico de Whorf e do conceito de relatividade linguística, aceitou as alegações de Malotki como tendo demonstrado a completa inaptidão de Whorf como linguista.
Posteriormente, o estudo da relatividade linguística foi revivido usando novas abordagens na década de 1990, e o estudo de Malotki foi criticado por linguistas e antropólogos relativistas, que não consideraram que o estudo invalidasse as reivindicações de Whorf. O principal ponto de discórdia é a interpretação das reivindicações originais de Whorf sobre o hopi, e o que exatamente ele estava afirmando que tornava o hopi diferente do que Whorf chamou de "línguas europeias médias padrão". Alguns consideram que a língua  hopi pode ser melhor descrita como uma linguagem sem tempo, e que a distinção entre não futuro e futuro postulada por Malotki pode ser melhor compreendida como uma distinção entre humores realis e irrealis. Independentemente de como exatamente o conceito hopi de tempo é melhor analisado, a maioria dos especialistas concorda com Malotki que todos os humanos conceituam o tempo por uma analogia com o espaço, embora alguns estudos recentes também tenham questionado isso.

## A língua hopi
No Hopi Dictionary, não há  uma palavra que corresponda exatamente ao substantivo inglês "tempo". O hopi emprega palavras diferentes para se referir a "uma duração de tempo" (pàasat'  "por tanto tempo"), a um ponto no tempo (pàasat "naquele momento"), ao tempo medido por um relógio (pahàntawa), a ocasião para fazer algo (hisat ou qeni), o momento apropriado para fazer algo (qeniptsi (substantivo)) ou ter tempo para algo (aw nánaptsiwta (verbo)).
A referência de tempo pode ser marcada em verbos usando o sufixo -ni:
- Momoyam piktota, "As mulheres estão/estavam fazendo piki", Mulheres piki-make;
- Momoyam piktotani, "As mulheres estarão fazendo piki," Mulheres piki-make-NI.[16]

O sufixo -ni também é usado na palavra naatoniqa, que significa "aquilo que ainda acontecerá" em referência ao futuro. Esta palavra é formada pelo advérbio naato "ainda", o sufixo -ni e o clítico -qa que forma uma oração relativa com o significado "aquilo que..."
- Kur nu' pam tuwa nu' wuuvata-ni , "se eu o vir, fugirei",[18] Se eu o vir, corro-NI

O sufixo também é usado em cláusulas condicionais  referindo-se a um contexto passado, em seguida, muitas vezes combinado com a partícula que carrega o tempo passado ou o significado contrafactual, ou descreve a intenção não alcançada:
- Pam nuy tuwáq nu' so'on as wayaa ni, "Se ele tivesse me visto eu não teria corrido,"[19] Passado/Contrafato: eu corri-NI;
- Nu' saytini, "eu vou sorrir,"[20] eu sorri-NI;
- Nu' as saytini, "Eu tentei sorrir/eu deveria sorrir/eu queria sorrir/eu ia sorrir, [20] Passado/Contrafato. sorri-NI.

O sufixo -ngwu descreve ações que ocorrem habitualmente ou como regra geral.
- Tömö' taawa tatkyaqw yámangwu, "No inverno, o sol nasce no sudeste".[16]

## Benjamim Lee Whorf
Benjamin Lee Whorf (1897–1941), engenheiro de prevenção de incêndios de profissão, estudou linguística nativa americana desde a tenra idade. Ele se correspondeu com muitos dos maiores estudiosos de seu tempo, como Alfred Tozzer em Harvard e Herbert Spinden do Museu Americano de História Natural. Eles ficaram impressionados com seu trabalho sobre a linguística da língua náuatle e o encorajaram a participar profissionalmente e a realizar pesquisas de campo no México. Em 1931, Edward Sapir, o maior especialista em línguas nativas americanas, começou a dar aulas na Universidade Yale, perto de onde Whorf morava, e Whorf se inscreveu em aulas de pós-graduação com Sapir, tornando-se um de seus alunos mais respeitados. Whorf teve um interesse especial na língua hopi e começou a trabalhar com Ernest Naquayouma, um falante de hopi da vila de Toreva, em Second Mesa, da Reserva Hopi no Arizona, que vivia no bairro de Manhattan na cidade de Nova Iorque. Nessa época, era comum os linguistas basearem suas descrições de uma língua nos dados de um único falante. Whorf creditou Naquayouma como a fonte da maior parte de suas informações sobre a língua hopi, embora em 1938 ele tenha feito uma curta viagem de campo à vila de Mishongnovi, em Second Mesa, coletando alguns dados adicionais.
Whorf publicou vários artigos sobre a gramática hopi, concentrando-se particularmente nas maneiras pelas quais as categorias gramaticais do hopi codificavam informações sobre eventos e processos e como isso se correlacionava com aspectos da cultura e do comportamento hopi. Após sua morte, seu esboço completo da gramática hopi foi publicado por seu amigo, o linguista Harry Hoijer, e alguns ensaios sobre linguística nativa americana, muitos dos quais haviam sido publicados anteriormente em revistas acadêmicas, foram publicados em 1956 na antologia Language, Thought, and Realidade por seu amigo psicólogo John Bissell Carroll.

### Whorf sobre o tempo em hopi
A declaração mais citada de Whorf sobre o tempo em hopi é a introdução de palavras fortes de seu artigo de 1936 "Um modelo indígena americano do universo", que foi publicado pela primeira vez postumamente no volume editado de Carroll. Aqui ele escreve que:
Eu acho engraçado supor que um hopi que conhece apenas a língua hopi e as ideias culturais de sua própria sociedade tenha as mesmas noções, muitas vezes supostas como intuitivas, de tempo e espaço como temos, e que geralmente são assumidas como universais. Sendo assim, ele não tem noção ou intuição do tempo como um fluxo contínuo no qual tudo no universo prossegue em uma variável igual, do futuro para o presente, e para o passado (...) Após uma análise longa e cuidadosa, a língua hopi é vista como não contendo palavras, formas gramaticais, construções ou expressões que se referem diretamente ao que chamamos de 'tempo', seja no passado, no presente ou no futuro (...)
 Whorf argumenta que as unidades de tempo, em hopi, não são representadas por substantivos, mas por advérbios ou verbos. Whorf argumenta que todos os substantivos, em hopi, incluem a noção de um limite ou contorno e , consequentemente, a língua hopi não se refere a conceitos abstratos com substantivos. Isso, argumenta Whorf, está codificado na gramática hopi, que não permite que a duração do  tempo seja contada da mesma forma que os objetos. Assim, em vez de dizer, por exemplo, "três dias", o hopi diria o equivalente a "no terceiro dia", usando números ordinais. Whorf argumenta que os hopis não consideram o processo de passagem do tempo para produzir outro novo dia, mas apenas para trazer de volta o aspecto da luz do dia ao mundo.

#### Hopi como uma língua sem tempo
Whorf fez análises ligeiramente diferentes da codificação gramatical do tempo em hopi em seus diferentes escritos. Seu primeiro escrito publicado sobre a gramática hopi foi o artigo "Os aspectos pontuais e segmentados dos verbos em hopi", publicado em 1936 no periódico Language, o jornal da Sociedade Linguística da América. Aqui, Whorf analisou o hopi como tendo um sistema de tempo com uma distinção entre três tempos: um usado para eventos passados ou presentes (que Whorf chama de tempo factual ou presente-passado); um para eventos futuros; e um para eventos que são geralmente ou universalmente verdadeiros (aqui chamados de usitativos). Essa análise foi repetida em uma carta de 1937 a JB Carroll, que mais tarde a publicou como parte de seus escritos selecionados sob o título "Discussão da Linguística Hopi" 
No artigo de 1938 intitulado "Some verbal categories of Hopi", também publicado no periódico Language, Whorf abandonou a palavra "tenso" na descrição do hopi e descreveu a distinção anteriormente chamada de "tempo" com o rótulo de "afirmações". Whorf descreveu asserções como um sistema de categorias que descrevem a afirmação do falante de validade epistêmica de sua própria afirmação. As três "afirmações" do hopi descritas por Whorf são as formas "Relativa, Expectativa e Nômica" do verbo em hopi. Whorf reconhece que estes "traduzem mais ou menos [como] os tempos ingleses", mas sustenta que essas formas não se referem a tempo ou duração, mas sim à afirmação do falante sobre a validade da declaração. :p. 276 A forma relativa é desmarcada, enquanto a forma expectiva é marcada com o sufixo verbal -ni, e a forma nómica com o sufixo -ŋʷi. Na análise de Whorf, ao usar a forma relativa, o falante afirma que o evento de fato ocorreu ou ainda está ocorrendo, ao passo que, ao usar a forma expectativa, o falante descreve uma expectativa de um evento futuro. Whorf diz que o expectivo pode ser usado para descrever eventos no passado, dando o significado de "estava indo para" ou "iria".
No artigo de 1940, "Science and Linguistics", Whorf deu a mesma classificação de três vias com base na afirmação do locutor sobre a validade de sua declaração: "O verbo em hopi é  atemporal, não distingue entre o presente, passado e futuro do evento em si, mas deve sempre indicar que tipo de validade o speaker pretende que a declaração tenha: a. relato de um evento; b. expectativa de um evento; c. generalização ou lei sobre eventos."
Em seu esboço completo da gramática hopi publicado postumamente em 1946, Whorf também descreveu como as partículas adverbiais contribuíram para a descrição linguística do tempo em hopi. Ele postulou duas subclasses de advérbios chamados "temporais e tensores", que foram usados em sentenças para localizar eventos no tempo. Uma reivindicação central no trabalho de Whorf sobre relatividade linguística era que, para os hopis, as unidades de tempo não eram consideradas objetos que pudessem ser contados como a maioria das palavras inglesas comparáveis que são descritas por substantivos (um dia, uma hora etc.). Ele argumentou que apenas a palavra hopi para "ano" era um substantivo, as palavras para dias e noites eram ambivalentes entre substantivo e verbos, mas que todos os outros eventos cíclicos e períodos eram descritos por partículas adverbiais usadas como modificadores da sentença.

## O mito do eterno hopi
Whorf morreu em 1941, mas suas ideias ganharam vida própria na academia e no discurso popular sobre os nativos americanos. Em 1958, Stuart Chase — um economista e engenheiro do MIT que havia seguido as ideias de Whorf com grande interesse, mas a quem o próprio Whorf considerava totalmente incompetente e incapaz de entender as nuances de suas ideias publicou "Algumas coisas que valem a pena saber: um guia do generalista ao conhecimento útil”. Aqui ele repetiu a afirmação de Whorf, sobre o tempo em hopi, mas argumentando que por causa da visão do tempo em hopi como um processo, eles eram mais capazes de entender o conceito de tempo como uma quarta dimensão. Da mesma forma, até mesmo os cientistas ficaram intrigados com o pensamento de que a ideia de unidade espaço-temporal que levou Albert Einstein sete anos para ponderar, estava prontamente disponível para o hopi, simplesmente por causa da gramática de sua língua.
Em 1964, John Greenway publicou um retrato humorístico da cultura americana, The Inevitable Americans, no qual escreveu: "Você tem um relógio, porque os americanos são obcecados pelo tempo. Se você fosse um indígena hopi, você não teria nenhum, os hopis não têm noção de tempo." E até mesmo a etnografia dos hopis de 1971 por Euler e Dobyns afirmou que "O conceito Inglês de tempo é quase incompreensível para os hopis." O mito rapidamente se tornou um elemento básico das conceituações da Nova Era dos povos hopis.

## Max Black e Helmut Gipper
Em 1959, o filósofo Max Black publicou uma crítica aos argumentos de Whorf, na qual argumentava que o princípio da relatividade linguística estava obviamente errado porque a tradução entre idiomas é sempre possível, mesmo quando não há correspondências exatas entre as palavras ou conceitos individuais nos dois idiomas.
O linguista e filósofo alemão Helmut Gipper havia estudado com o linguista neohumboldtiano Leo Weisgerber e tinha uma compreensão basicamente kantiana da relação entre linguagem e pensamento. Immanuel Kant considerava as categorias de tempo e espaço universais subjacentes a todo o pensamento humano. O argumento de Whorf de que os povos hopis não concebem o tempo e o espaço como falantes de línguas indo-europeias colidem com esse entendimento básico da cognição. Gipper foi para a reserva hopi para coletar dados para uma crítica geral do princípio da relatividade linguística de Whorf publicada em 1972. Sua crítica incluiu uma refutação dos argumentos sobre os hopis de Whorf. Gipper mostrou que os hopis podiam se referir ao tempo, justapondo frases hopi com seus equivalentes alemães que usavam palavras referindo-se a unidades de tempo e a distinções entre passado e presente. Gipper também argumentou que vários intervalos de tempo foram descritos por substantivos, e que esses substantivos poderiam assumir o papel de sujeito ou objeto sintático, em contradição com a declaração explícita de Whorf. Ele argumenta que a afirmação de Whorf de que os intervalos de tempo não são contados da mesma forma que os objetos é "questionável".

## Ekkehart Malotki
Ekkehart Malotki estudou com Gipper na Universidade de Münster, em Münster, e seu trabalho foi uma continuação do de seu mentor, estimulado pelas frequentes afirmações na literatura popular de que "os hopis não têm noção de tempo". Malotki conduziu quatro anos de pesquisa na Terceira Mesa, estudando a referência espacial e temporal hopi. Ele publicou dois grandes volumes, um em alemão, Hopi-Raum [Espaço Hopi] e outro em inglês, Hopi Time. Para Malotki era imperativo demonstrar dois fatos em contradição com as afirmações de Whorf: 1 - que a língua hopi tem uma abundância de termos, palavras e construções que se referem ao tempo. 2 - que os hopis conceituam cognitivamente o tempo em analogia com o espaço físico, usando metáforas espaciais para descrever durações e unidades de tempo. Ele também queria demonstrar que Whorf analisou incorretamente várias particularidades em relação a palavras e expressões hopis específicas. Malotki afirma que o objetivo principal é apresentar "dados reais da língua  hopi", pois quando ele estava escrevendo muito poucos dados textuais em hopi foram publicados, e as publicações de Whorf eram em grande parte sem exemplos de texto. Hopi Time abre com uma citação extraída de seu extenso trabalho de campo, que desafia diretamente a alegação de Whorf de uma falta de termos temporais na língua hopi: "Então [pu] de fato, no dia seguinte, bem cedo pela manhã às a hora em que as pessoas rezam para o sol, por volta dessa hora [pu] ele acordou a garota novamente."

### Hopi Time(1983)
A primeira parte do livro Hopi Time, publicado em 1983, descreve "metáforas espaço-temporais"; nele ele mostra vários advérbios dêiticos que são usados tanto para referenciar a distância no espaço quanto no tempo, como a palavra ep que significa tanto "lá" quanto "então". No segundo capítulo ele descreve a forma como os hopis falam sobre as unidades de tempo. Ele argumenta que em alguns contextos, especificamente aqueles do ciclo cerimonial, os hopis contam os dias, usando palavras compostas como payistala "o terceiro dia (de uma cerimônia)" composta pelos morfemas paayo "três", s "vezes", e taala "dia/luz", significando literalmente "três vezes ao dia". Ele também mostra que os povos hopis contam o tempo através do movimento do sol, tendo palavras distintas para os diferentes graus de luz durante os períodos de amanhecer e anoitecer. Ele também observa que a sensação de passagem do tempo pode ser descrita dizendo "o sol se move devagar/rápido". As partes 3, 4, 5 e 6 descrevem as práticas hopis de cronometragem usando o sol em relação ao horizonte, usando as estrelas, o calendário cerimonial e o uso de dispositivos de cronometragem, como cordas com nós ou varas entalhadas com uma marca ou nó para cada dia, alinhamento de buracos solares e observação de sombras. O oitavo capítulo descreve as partículas temporais que Whorf definiu como temporais e tensores. Ele argumenta que as descrições de Whorf são vagas e alienantes.

#### Malotki sobre o conceito do tempo em hopi
O conceito de tempo em hopi é abordado na última parte do capítulo 9, intitulado "miscelânea", e na conclusão. Malotki segue Gipper ao argumentar que o tempo é uma categoria natural e que é naturalmente experimentado em termos de passado, presente e futuro, embora muitas línguas não definem necessariamente todas essas distinções. Ele analisa o sufixo hopi -ni como marcando o tempo futuro. Ele argumenta que, uma vez que não há distinção gramatical entre passado e presente, o hopi tem um sistema de tempo futuro não futuro. Malotki distingue entre funções primárias e secundárias do sufixo -ni, argumentando que sua função primária é a referência temporal e que suas muitas funções modais, como imperativa, hortativa e desiderativa, são de importância secundária.
Como se verifica entre os numerosos sufixos que o verbo, em hopi, pode selecionar para marcar as categorias gramaticais de aspecto, modo e tempo, um é especificamente reservado para se referir ao tempo, ou melhor, a ordenação sequencial de eventos ou estados. Este marcador temporal é -ni, cuja força referencial é a futuridade. Sua função temporal é primária; no entanto, em muitos contextos i-ni também assume um número de funções secundárias, atemporais que pertencem essencialmente à categoria modal (imperativo, hortativo, desiderativo, etc). Uma vez que não existem marcadores para apontar o tempo presente ou passado, pode-se dizer que o hopi, como muitas outras línguas, é dotado de um sistema de tempo futuro-não-futuro.
 Malotki admite que os sistemas de tempo do inglês e da língua hopi são diferentes, pois o sistema do inglês distingue o passado do não-passado, enquanto o hopi distingue o futuro do não-futuro.

## Discussões adicionais
Descrições subsequentes da gramática hopi mantiveram a distinção de Malotki entre um tempo não-futuro não marcado e um tempo futuro marcado com o sufixo -ni, e um aspecto habitual marcado pelo sufixo -ngwu. A crítica de Bernard Comrie, uma autoridade bem conhecida na tipologia linguística de tempo e aspecto gramatical, aceita que o trabalho de Malotki demonstra que os hopis têm um conceito de tempo e que é devastador para as fortes afirmações de Whorf. Mas Comrie também observa que a "afirmação de Malotki de que o hopi tem um sistema tenso baseado na oposição de futuro e não-futuro (...) parece-me questionável: dada a ampla gama de usos modais do chamado futuro, é pelo menos plausível que esta seja uma distinção modal em vez de temporal, com o resultado de que Hopi não teria nenhuma distinção temporal."
Linguistas e psicólogos que trabalham na tradição universalista, como Steven Pinker e John McWhorter, viram o estudo de Malotki como a prova final de que Whorf era um linguista inepto e não tinha conhecimento ou compreensão significativa da língua hopi. Esta interpretação foi criticada por pesquisadores relativistas como infundada e baseada na falta de conhecimento do trabalho de Whorf.
Apesar da refutação de Malotki, o mito de que "os hopis não têm noção de tempo" sobreviveu na literatura popular. Por exemplo, em seu romance de 1989, Sexing the Cherry, Jeanette Winterson escreveu sobre os hopis: "(...) a linguagem deles não tem gramática da maneira como a reconhecemos. E o mais bizarro de tudo, eles não têm tempos para passado, presente e futuro. Eles não sentem o tempo dessa maneira. Para eles, o tempo é um." E o mito continua a ser uma parte integrante do pensamento da Nova Era que se baseia em representações estereotipadas da "cultura hopi atemporal."
Alguns linguistas que trabalham com Universais de semântica, como Anna Wierzbicka e Cliff Goddard, argumentam que existe uma metalinguagem semântica natural que tem um vocabulário básico de primos semânticos incluindo conceitos como tempo, quando, antes, depois. Eles argumentaram que os dados de Malotki mostram que os povos hopis compartilham esses primos com o inglês e todas as outras línguas, embora também seja claro que a maneira precisa pela qual esses conceitos se encaixam no padrão mais amplo de cultura e práticas linguísticas é diferente em cada idioma. como ilustrado pelas diferenças entre as línguas hopi e inglesa.
O historiador da ciência GER Lloyd afirmou que a investigação de Malotki "deixou bastante claro que os hopis não tinham e não têm nenhuma dificuldade em fazer distinções entre passado, presente e futuro". Alguns investigadores do conhecimento astronômico de Pueblo assumiram uma posição de compromisso, observando que, embora o estudo de Malotki sobre conceitos temporais e práticas de cronometragem hopi "refute claramente a afirmação de Whorf de que hopi é uma língua 'atemporal' e, ao fazê-lo, destruiu o exemplo mais forte de Whorf para linguística relatividade, ele não apresenta nenhuma afirmação ingenuamente positivista da total independência da linguagem e do pensamento”.
O trabalho de Malotki foi criticado por pesquisadores relativistas por não se envolver com o argumento real de Whorf. John A. Lucy argumenta que a crítica de Malotki ignora o fato de que o ponto de Whorf era exatamente que a maneira pela qual a língua hopi estrutura gramaticalmente a representação do tempo leva a uma concepção de tempo diferente da inglesa, não que eles não tenham uma. Lucy observa que quando Whorf faz sua forte afirmação sobre o que falta ao hopi, ele consistentemente coloca a palavra "tempo" entre aspas e usa o qualificador "o que chamamos". Lucy e outros tomam isso como evidência de que Whorf estava insinuando especificamente que o que faltava aos hopis era um conceito que correspondesse inteiramente ao denotado pela palavra inglesa, ou seja, ele estava fazendo questão de mostrar que os conceitos de tempo eram diferentes. O próprio Malotki reconhece que as conceituações são diferentes, mas o fato de ele ignorar o uso as aspas por Whorf leva este último a argumentar que os povos hopis não têm nenhum conceito de tempo.
Em uma resenha do livro Hopi Time, Leanne Hinton ecoa a observação de Lucy de que Malotki caracteriza erroneamente a afirmação de Whorf de que os hopis não têm conceito de tempo ou não podem expressá-lo. Ela afirma ainda que as glosas de hopi de Malotki frequentemente usam termos em inglês para tempo que não traduzem exatamente os termos de tempo (por exemplo, traduzindo "três repetições" em hopi como "três vezes"), "cometendo assim o erro de atribuir temporalidade a qualquer frase hopi que traduza para o inglês com um termo temporal." Além disso, sem delinear "visões hopis de tempo a partir das visões expressas por traduções em inglês" "O que significa a palavra 'tempo' e quais são os critérios para determinar se um conceito é ou não temporal" é nunca respondida por Malotki, implorando assim pela pergunta.
Em 1991, Penny Lee publicou uma comparação das análises de Malotki e Whorf sobre a classe de palavras adverbiais que Whorf chamou de "tensores". Ela argumenta que a análise de Whorf registrou aspectos da gramática hopi que não foram capturados pela simples descrição de tensores como pertencentes à classe de advérbios temporais.
Em 2006, o antropólogo David Dinwoodie publicou uma crítica severa ao trabalho de Malotki, questionando seus métodos e sua apresentação de dados, bem como sua análise. Dinwoodie argumenta que Malotki falha em apoiar adequadamente sua alegação de ter demonstrado que os hopis têm um conceito de tempo "como o conhecemos". Ele fornece exemplos etnográficos de como alguns falantes de hopi explicam a maneira como eles experimentam a diferença entre uma maneira tradicional hopi de experimentar o tempo intimamente ligada a ciclos de rituais e eventos naturais, e o conceito anglo-americano de relógio ou tempo escolar.

### Linguagem, tempo e cognição
Despertados pelo debate sobre o tempo em hopi, vários estudos sobre como diferentes línguas gramaticalizam o tempo e conceituam o tempo foram realizados. Alguns desses estudos em psicolinguística e linguística cognitiva encontraram algumas evidências de que pode haver diferenças significativas em como os falantes de diferentes línguas conceituam o tempo, embora não necessariamente da maneira que Whorf afirmou para os povos hopis. Especificamente, foi demonstrado que alguns grupos culturais conceituam o fluxo do tempo em uma direção oposta ao que é usual para falantes de inglês e outras línguas indo-europeias, ou seja, que o futuro está na frente do falante e o passado atrás.  Também está bem estabelecido desde antes da controvérsia que nem todas as línguas têm uma categoria gramatical de tempo: algumas usam combinações de advérbios e aspectos gramaticais para localizar eventos no tempo.   Olhando da perspectiva da História da Ciência, as concepções hopis de tempo e espaço, que fundamentam seu calendário solar observacional bem desenvolvido, levantam a questão de como traduzir as concepções hopis em termos inteligíveis para orelhas ocidentais.